# Алеман (футболіст)
Рікардо Рожеріо де Бріто (порт. Ricardo Rogerio de Brito), більш відомий як Алеман (порт. Alemão, нар. 22 листопада 1961, Лаврас) — бразильський футболіст, що грав на позиції опорного півзахисника. По завершенні ігрової кар'єри — тренер.
Виступав, зокрема, за «Наполі», з яким виграв чемпіонат та Суперкубок Італії, а також Кубок УЄФА, та «Сан-Паулу», ставши з ним володарем Кубка КОНМЕБОЛ та переможцем Рекопи Південної Америки. Також грав за національну збірну Бразилії. У складі збірної — володар Кубка Америки, а також учасник двох чемпіонатів світу.

## Клубна кар'єра
Народився 22 листопада 1961 року в місті Лаврас. Вихованець футбольної школи клубу «Фабріл». Його прізвисько в перекладі з португальської означає «німець», і він отримав його за світлий колір волосся і шкіри, яким відрізнялися іммігранти з Німеччини.
У дорослому футболі дебютував 1980 року виступами за команду «Ботафогу», в якій провів сім сезонів, взявши участь у 62 матчах бразильської Серії А. З командою здобув «Срібний м'яч» за версією журналу «Плакар», увійшовши до символічної збірної чемпіонату Бразилії 1985 року.
У березні 1987 року Алеман перейшов у іспанське «Атлетіко» (Мадрид), за яке зіграв 4 ігри в Прімері 1986/87 і забив гол, а з наступного сезону став одним із лідерів команди, провів 31 матч у чемпіонаті і забив п'ять голів, за що отримав приз Don Balón найкращому іноземному гравцю чемпіонату Іспанії.
У 1988 році за 4,6 мільярди лір перейшов в італійське «Наполі». З неаполітанською командою, виступаючи із такими зірками як Дієго Марадона та Карека у першому сезоні виграв Кубок УЄФА, забивши гол у фіналі проти «Штутгарта» (3:3), а у наступному сезоні 1989/90 здобув чемпіонство і Суперкубок Італії. 8 квітня 1990 року він був головним героєм епізоду, пов'язаного з перемогою в чемпіонаті: його команда фактично зіграла внічию 0:0 на полі «Аталанти», але під час гри в голову Алемана була кинута з трибун монета в 100 лір. В результаті після матчу неаполітанська команда отримала технічну перемогу 2:0. Ця ситуація викликала широкий резонанс через поведінку масажиста «Наполі» Кармандо, звинуваченого в тому, що він навмисно перебільшив реальні масштаби пошкодження, які сталася з бразильцем і переконав його не повертатись на поле і натомість відправитись до лікарні, оскільки за регламентом для присудження технічної перемоги травмований вболівальниками гравець не може мати змоги продовжити матч. Тим не менш вимога «Наполі» була задоволена, клуб отримав технічну перемогу 2:0, завдяки якій обійшов «Мілан» і вигравши наступні три гри зберіг за собою перше місце і чемпіонство, одне з найбільш скандальних в історії Серії А.
У 1992 році Алеман перейшов до «Аталанти», де провів ще два роки в чемпіонаті Італії, провівши 22 матчі та два голи в першому та 18 матчів у другому.
1994 року півзахисник повернувся до Бразилії, підписавши контракт з клубом «Сан-Паулу». У новій команді він дебютував 28 серпня 1994 року у грі проти «Португези» в національному чемпіонаті. Алеман провів три сезони за «Сан-Паулу», загалом провівши 31 матч у чемпіонаті і у 1994 році виграв з командою Кубок КОНМЕБОЛ та Рекопу Південної Америки.
Завершив ігрову кар'єру у команді «Волта-Редонда», за яку виступав протягом 1996 року.

## Виступи за збірну
17 червня 1983 року дебютував в офіційних матчах у складі національної збірної Бразилії в товариській грі проти Швейцарії (2:1).
У складі збірної був учасником чемпіонату світу 1986 року у Мексиці, зігравши повністю в усіх 5 іграх команди на турнірі і дійшовши зі збірною до чвертьфіналу. Згодом потрапив до заявки на домашній Кубок Америки 1989 року, де зіграв у 5 іграх, здобувши того року титул континентального чемпіона.
Останнім великим турніром для Алемана став чемпіонат світу 1990 року в Італії. Там півзахисник також був основним гравцем і зіграв в усіх чотирьох іграх. Останній матч у складі національної збірної він провів під час чемпіонату світу, 24 червня 1990 року у 1/8 фіналу проти Аргентини (0:1). Загалом протягом кар'єри у національній команді, яка тривала 9 років, провів у її формі 36 матчів, забивши 6 голів.

## Кар'єра тренера
Розпочав тренерську кар'єру 2007 року, очоливши тренерський штаб клубу «Тупінамбас».
2008 року став головним тренером команди «Америка Мінейру», тренував команду з Белу-Орізонті один рік, вивівши її до вищого дивізіону чемпіонату штату Мінас-Жерайс.
Згодом очолював команди «Насьонал» (Манаус), «Сентрал» та «Ріо-Негро», а о останнім місцем тренерської роботи був клуб «Лондрина», головним тренером команди якого Алеман був протягом 2019 року.

## Статистика виступів

### Статистика виступів за «Наполі»
| Сезон              | Команда            | Чемпіонат          | Чемпіонат | Чемпіонат | Національний кубок | Національний кубок | Національний кубок | Континентальні кубки | Континентальні кубки | Континентальні кубки | Інші змагання | Інші змагання | Інші змагання | Усього | Усього |
| Сезон              | Команда            | Ліга               | Ігор      | Голів     | Ліга               | Ігор               | Голів              | Ліга                 | Ігор                 | Голів                | Ліга          | Ігор          | Голів         | Ігор   | Голів  |
| ------------------ | ------------------ | ------------------ | --------- | --------- | ------------------ | ------------------ | ------------------ | -------------------- | -------------------- | -------------------- | ------------- | ------------- | ------------- | ------ | ------ |
| 1988–89            | «Наполі»           | A                  | 16        | 3         | КІ                 | 10                 | 1                  | КУЄФА                | 8                    | 1                    | -             | -             | -             | 34     | 5      |
| 1989–90            | «Наполі»           | A                  | 27        | 2         | КІ                 | 3                  | 1                  | КУЄФА                | 5                    | 1                    | -             | -             | -             | 35     | 4      |
| 1990–91            | «Наполі»           | A                  | 21        | 1         | КІ                 | 6                  | 0                  | КВК                  | 4                    | 1                    | СІ            | 1             | 0             | 32     | 2      |
| 1991–92            | «Наполі»           | A                  | 29        | 3         | КІ                 | 3                  | 0                  | -                    | -                    | -                    | -             | -             | -             | 32     | 3      |
| Усього за «Наполі» | Усього за «Наполі» | Усього за «Наполі» | 93        | 9         |                    | 22                 | 2                  |                      | 17                   | 3                    |               | 1             | 0             | 133    | 14     |
| Усього за кар'єру  | Усього за кар'єру  | Усього за кар'єру  | ?         | ?         |                    | ?                  | ?                  |                      | ?                    | ?                    |               | ?             | ?             | ?      | ?      |

### Статистика виступів за збірну
| Дата       | Місто               | Господарі  | Результат               | Гості             | Турнір                       | Голи | Примітки         |
| ---------- | ------------------- | ---------- | ----------------------- | ----------------- | ---------------------------- | ---- | ---------------- |
| 17-6-1983  | Базель              | Швейцарія  | 1 – 2                   | Бразилія          | товариський матч             | -    | 73'              |
| 25-4-1985  | Белу-Оризонті       | Бразилія   | 2 – 1                   | Колумбія          | товариський матч             | 1    |                  |
| 28-4-1985  | Бразиліа            | Бразилія   | 0 – 1                   | Перу              | товариський матч             | -    |                  |
| 2-5-1985   | Ресіфі              | Бразилія   | 2 – 0                   | Уругвай           | товариський матч             | 1    | Замінений        |
| 5-5-1985   | Сальвадор           | Бразилія   | 2 – 1                   | Аргентина         | товариський матч             | 1    | RK               |
| 21-5-1985  | Сантьяго            | Чилі       | 2 – 1                   | Бразилія          | товариський матч             | -    | Замінений        |
| 8-6-1985   | Порту-Алегрі        | Бразилія   | 3 – 1                   | Чилі              | товариський матч             | -    | Вийшов на заміну |
| 16-6-1985  | Асунсьйон           | Парагвай   | 0 – 2                   | Бразилія          | Відбір до ЧС 1986            | -    | Вийшов на заміну |
| 23-6-1985  | Ріо-де-Жанейро      | Бразилія   | 1 – 1                   | Парагвай          | Відбір до ЧС 1986            | -    | Вийшов на заміну |
| 16-3-1986  | Будапешт            | Угорщина   | 3 – 0                   | Бразилія          | товариський матч             | -    |                  |
| 1-4-1986   | Сан-Луїс (Бразилія) | Бразилія   | 4 – 0                   | Перу              | товариський матч             | 1    | 46'              |
| 8-4-1986   | Гоянія              | Бразилія   | 3 – 0                   | НДР               | товариський матч             | 1    |                  |
| 30-4-1986  | Ресіфі              | Бразилія   | 4 – 2                   | Югославія         | товариський матч             | -    | 63'              |
| 7-5-1986   | Куритиба            | Бразилія   | 1 – 1                   | Чилі              | товариський матч             | -    | 63'              |
| 1-6-1986   | Гвадалахара         | Іспанія    | 0 – 1                   | Бразилія          | ЧС 1986 - 1-й етап           | -    |                  |
| 6-6-1986   | Гвадалахара         | Бразилія   | 1 – 0                   | Алжир             | ЧС 1986 - 1-й етап           | -    |                  |
| 12-6-1986  | Леон                | Бразилія   | 3 – 0                   | Північна Ірландія | ЧС 1986 - 1-й етап           | -    |                  |
| 16-6-1986  | Гвадалахара         | Бразилія   | 4 – 0                   | Польща            | ЧС 1986 - 1/8 фіналу         | -    |                  |
| 21-6-1986  | Гвадалахара         | Бразилія   | 1 – 1 д.ч. (3 – 4 п.п.) | Франція           | ЧС 1986 - чвертьфінал        | -    |                  |
| 21-6-1989  | Базель              | Швейцарія  | 1 – 0                   | Бразилія          | товариський матч             | -    |                  |
| 3-7-1989   | Сальвадор           | Бразилія   | 0 – 0                   | Перу              | Копа Америка 1989 - 1-й етап | -    | ЖК               |
| 7-7-1989   | Сальвадор           | Бразилія   | 0 – 0                   | Колумбія          | Копа Америка 1989 - 1-й етап | -    | 63'              |
| 12-7-1989  | Ріо-де-Жанейро      | Бразилія   | 2 – 0                   | Аргентина         | Копа Америка 1989 - 2-й етап | -    | 75'              |
| 14-7-1989  | Ріо-де-Жанейро      | Бразилія   | 3 – 0                   | Парагвай          | Копа Америка 1989 - 2-й етап | -    | 68'              |
| 16-7-1989  | Ріо-де-Жанейро      | Бразилія   | 1 – 0                   | Уругвай           | Копа Америка 1989 - 2-й етап | -    | 85'              |
| 23-7-1989  | Токіо               | Японія     | 0 – 1                   | Бразилія          | товариський матч             | -    | 62'              |
| 20-8-1989  | Сан-Паулу           | Бразилія   | 6 – 0                   | Венесуела         | Відбір до ЧС 1990            | -    | 65'              |
| 14-10-1989 | Болонья             | Італія     | 0 – 1                   | Бразилія          | товариський матч             | -    | 88'              |
| 20-12-1989 | Роттердам           | Нідерланди | 0 – 1                   | Бразилія          | товариський матч             | -    |                  |
| 28-3-1990  | Лондон              | Англія     | 1 – 0                   | Бразилія          | товариський матч             | -    | 58'              |
| 5-5-1990   | Кампінас            | Бразилія   | 2 – 1                   | Болгарія          | товариський матч             | -    | кап.             |
| 13-5-1990  | Ріо-де-Жанейро      | Бразилія   | 3 – 3                   | НДР               | товариський матч             | 1    | 67'              |
| 10-6-1990  | Турин               | Бразилія   | 2 – 1                   | Швеція            | ЧС 1990 - 1-й етап           | -    |                  |
| 16-6-1990  | Турин               | Бразилія   | 1 – 0                   | Коста-Рика        | ЧС 1990 - 1-й етап           | -    |                  |
| 20-6-1990  | Турин               | Бразилія   | 1 – 0                   | Шотландія         | ЧС 1990 - 1-й етап           | -    |                  |
| 24-6-1990  | Турин               | Бразилія   | 0 – 1                   | Аргентина         | ЧС 1990 - 1/8 фіналу         | -    | 84'              |
| Усього     |                     | Матчів     | 36                      |                   | Голів                        | 6    |                  |

## Титули і досягнення

### Командні
- Чемпіон Італії (1):

«Наполі»: 1989/90
- Володар Суперкубка Італії (1):

«Наполі»: 1990
- Володар Кубка УЄФА (1):

«Наполі»: 1988/89
- Володар Кубка КОНМЕБОЛ (1):

«Сан-Паулу»: 1994
- Переможець Рекопи Південної Америки (1):

«Сан-Паулу»: 1994
- Володар Кубка Америки (1):

Бразилія: 1989

### Індивідуальні
- Володар «Срібного м'яча» за версією журналу «Плакар»: 1985
- Премія Don Balón найкращому іноземному гравцю іспанської Прімери: 1987/88